# ハロゲン化エーテル

イソフルランの構造式。中央のC—O—C（炭素-酸素-炭素）はエーテル基であり、Cl（塩素）とF（フッ素）は2つのH（水素）原子以外全てを置換したハロゲン原子である。

ハロゲン化エーテル（英: halogenated ether）はエーテルとして知られる化合物群のサブカテゴリである。エーテルはエーテル基、すなわち2つの（置換）アルキル基に結合した酸素原子、を含む有機化合物である。エーテルの代表的な例として溶媒のジエチルエーテルがある。ハロゲン化エーテルが他のエーテルと異なるのは、1つ以上の水素原子がハロゲン原子によって置換（ハロゲン化）されていることである。ハロゲン原子にはフッ素、塩素、臭素、ヨウ素が含まれる。吸入麻酔薬のイソフルラン、デスフルラン、セボフルランはハロゲン化エーテルに分類される。

## 麻酔における使用
ハロゲン化エーテルは、麻酔において最も多く使用される。最初に広く使用された吸入麻酔薬はジエチルエーテルで、これは非置換（非ハロゲン化）エーテルである。この薬剤により、外科医は患者を意識消失状態にした後に、痛みを伴う手術を実施することが可能となった。
ジエチルエーテルには、特に酸素濃度が高い環境で極めて可燃性が高いという不穏な欠点がある。この性質により、手術中の手術室で多くの火災や爆発事故が発生した。そのため、ジエチルエーテルは全身麻酔薬としては使用されなくなった。
ジエチルエーテルは当初、不燃性（だがより毒性の高い）のハロゲン化炭化水素であるクロロホルムやトリクロロエチレンにとってかわられた。1956年には、別のハロゲン化炭化水素麻酔薬である、ハロタンの臨床使用が開始された。使用の容易さと臓器毒性に関する安全性プロファイルの向上により、ハロタンはクロロホルムとトリクロロエチレンを急速に駆逐した。
現在臨床で使用されている吸入麻酔薬はほぼ全てハロゲン化エーテルで、例外は、ハロタン（これはハロゲン化アルキル、または「ハロアルカン」である）、亜酸化窒素、キセノンである。
ハロゲン化エーテルには不燃性であることと、初期の全身麻酔薬よりも毒性が低いという利点がある。ハロゲン化エーテルは各分子に少なくとも1つのハロゲン原子を含むところが、他のエーテルとは異なる。ハロゲン化エーテルの例として、全身麻酔薬のイソフルラン、デスフルラン、セボフルランがある。しかし、全てのハロゲン化エーテルが麻酔効果を持つわけではなく、フルロチルのような化合物は逆に興奮作用や痙攣誘発作用を持つ。
吸入麻酔薬は手術前または手術中に患者が吸入する前に気化され、他の呼吸ガスと混合される。これらの他のガスには常に酸素または空気が含まれるが、亜酸化窒素やヘリウムなどの他のガスも含まれることがある。ほとんどの手術状況では、痛みに対してオピオイドなどの他の薬剤が使用され、一時的な麻痺を引き起こすために骨格筋の筋弛緩薬が使用される。手術中の健忘を引き起こすためにミダゾラムなどの追加の薬剤が使用されることがある。新しい静脈内麻酔薬（プロポフォールなど）が麻酔科医の選択肢を増やしているが、ハロゲン化エーテルは全身麻酔の主力であり続けている。

## ポリマーでの使用
パーフルオロエーテルはポリテトラフルオロエチレンの生産のためのコモノマーとして使用される。